# Masato Fukui
Masato Fukui (ur. 14 listopada 1988 w Kurayoshi w Prefekturze Tottori) – japoński piłkarz występujący na pozycji pomocnika.

## Kariera piłkarska
Od 2011 roku występował w Gainare Tottori, Home United, Sutjesce Nikšić, KF Tirana i Skënderbeu Korcza.